# Nature Physics
A Nature Physics egy 2005-ös alapítású lektorált fizikai szakfolyóirat, mely bár a Nature szakfolyóirat-család tagja, önálló szerkesztőséggel rendelkezik. Kiadója a Nature Publishing Group mely a folyóiratot havonta adja közre.

## Tartalma
A folyóiratban jellemzően az alábbi témakörökkel kapcsolatos cikkeket jelentetnek meg:
- Kvantummechanika
- Atom- és molekulafizika
- Statisztikus fizika, termodinamika
- Kondenzált anyagok fizikája
- Lágy kondenzált anyagok
- Áramlástan
- Optika
- Kémiai fizika
- Információelmélet és számítástudomány
- Elektronikus eszközök fizikája
- Nanotechnológia
- Magfizika
- Plazmafizika
- Nagyenergiás részecskefizika
- Asztrofizika és kozmológia
- Biofizika
- Geofizika

## Tudománymetrikai adatai
| Mérőszám                                                | 2015     |
| ------------------------------------------------------- | -------- |
| Összes publikáció                                       |          |
| Impaktfaktor (hatástényező)                             | 18,791   |
| Az impaktfaktor ötéves átlaga (five-year impact factor) | 20,042   |
| Közvetlenségi index (immediacy index)                   | 6,647    |
| Az idézések felezési ideje (cited half-life)            |          |
| EigenFactor-pontszám                                    | 0,130060 |
| A cikkek hatása (Article Influence Score)               | 12,078   |
| CiteScore                                               |          |
| (Source-Normalized Impact per Page, SNIP)               |          |
| SCImago-rang                                            | 13,522   |
| 1. 2. 3. 4. 5. 6. 7. 8.                                 |          |